# Allobates crombiei
Allobates crombiei (synoniem: Colostethus crombiei) is een kikkersoort uit de familie van de Aromobatidae. De wetenschappelijke naam van de soort is voor het eerst geldig gepubliceerd in 2002 door Victor Morales. De soortaanduiding crombiei is een eerbetoon aan Ronald Ian Crombie.
Allobates crombiei is alleen gevonden in de regio van de rivier de Xingu in de gemeente Altamira, in de staat Pará, Brazilië. De soort leeft in primair en secundair regenwoud. De eieren worden op het land afgezet en wanneer ze uitkomen dragen de ouders de larven op hun rug naar het water waar ze zich verder ontwikkelen.